# Legacy Early College Field
O Legacy Early College Field é um estádio para 4.000 lugares localizado no campus do Legacy Early College, uma escola preparatória para a faculdade, em Greenville, Carolina do Sul. O estádio é utilizado pelo Greenville Triumph SC, um clube de futebol profissional que joga na USL League One, a terceira divisão do futebol nos Estados Unidos.